# Tarsius wallacei
A Tarsius wallacei (Tarsius pelengensis) egy nemrég leírt koboldmakifaj. Közép-Celebeszen él. Alfred Russel Wallace-ról nevezték el. Két egymástól elszigetelt populációban él. A két populációja jelentősen különbözik méretben, de azonos színűek, hasonlóan bozontos a faruk, hasonló vokalizációjuk, és hasonló a genomjuk. Körülbelül tizenkét cm hosszú. A feje azonos méretű, mint a Dian-koboldmakié és a Lariang-koboldmakié, bár a fülei nagyobbak, azonban a kéz- és lábujjai rövidebbek.